# Râul Putna, Siret
Acest articol este despre râul din jud. Vrancea. Pentru alte sensuri v. Putna - dezambiguizare
Râul Putna este un curs de apă, afluent de dreapta al râului Siret, aflat în județul Vrancea.

## Generalități
Cu o lungime a cursului de apă de 144 de km, un debit de circa 16 m3/s și o suprafață a bazinului său hidrografic de circa 2.720 km2, râul Putna este unul din cei mai importanți afluenți al râului Siret.

## Galerie de imagini

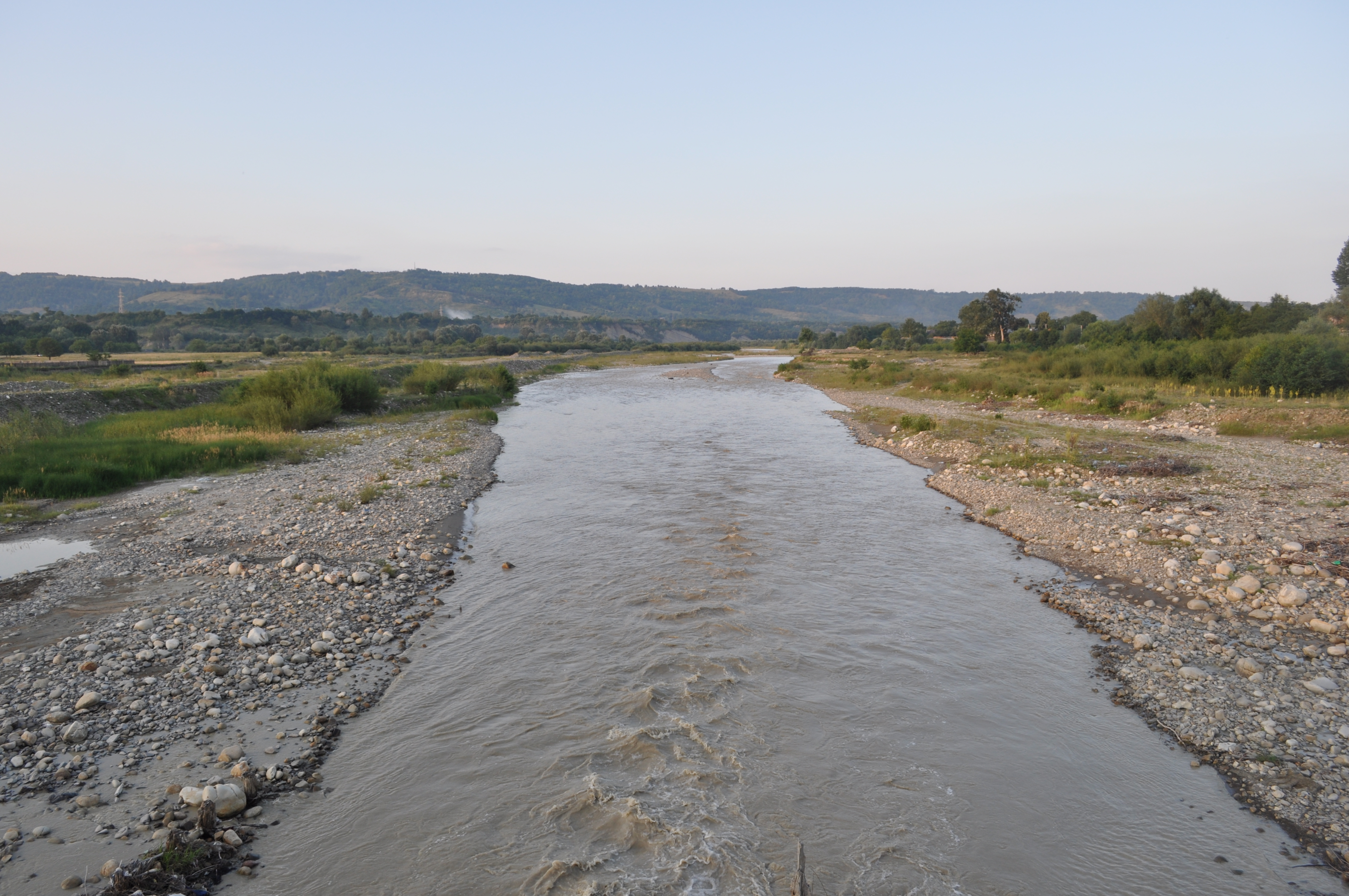

## Hărți
- Harta Munții Vrancea  Arhivat în 9 iunie 2008, la Wayback Machine.
- Ovidiu Gabor - Economic Mechanism in Water Management  Arhivat în 5 martie 2009, la Wayback Machine.